# Wessel Mouris
Wessel Mouris (Amstelveen, 30 december 2002) is een Nederlands wielrenner die prof is bij Unibet Tietema Rockets. Hij is ook een neef van voormalig prof Jens Mouris.

## Carrière
In zijn eerste twee seizoenen als belofte reed Mouris voor Wielerploeg Groot Amsterdam. Op het nationale kampioenschap in 2022 werd hij vijfde in de wegwedstrijd voor beloften. In 2023 maakte hij de overstap naar Scorpions Racing Team. Namens die ploeg won hij in april van dat jaar een etappe in de Carpathian Couriers Race, door met een minuut voorsprong op Aivaras Mikutis solo als eerste te finishen. Door zijn overwinning nam hij de leiderstrui over van Marco Andreaus, die een dag eerder met zijn ploeg de openingsploegentijdrit had gewonnen. Na de derde etappe verloor Mouris zijn leiderstrui aan Mikutis. Later dat seizoen werd hij vierde in het door Enzo Leijnse gewonnen nationale kampioenschap tijdrijden voor beloften.
In 2024 maakte Mouris de overstap naar Metec-Solarwatt p/b Mantel. In maart van dat jaar werd hij twaalfde in de Youngster Coast Challenge. In de Olympia's Tour eindigde hij op de veertiende plaats in het algemeen klassement. In de ZLM tour werd hij vijfde in het algemeen klassement en won hij daar de trui voor beste renner onder 23 jaar. In de beloftenversie van Gent-Wevelgem eindigde hij als twaalfde, meer dan een minuut nadat Huub Artz als winnaar over de streep was gekomen. In mei won Mouris Eschborn-Frankfurt voor beloften, waar hij in een sprint met zeven de Denen Peter en Alexander Hansen voorbleef. Op het ek tijdrijden werd hij derde achter Jakob Söderqvist en Alec Segaert. Door al deze sterke prestaties kreeg hij een driejarig profcontract bij het Franse Unibet Tietema Rockets, het team van Bas Tietema, Josse Wester en Devin van der Wiel. Dit team was over overigens in 2023&2024 onder een Nederlandse licentie.

## Overwinningen
2023
2e etappe Carpathian Couriers Race
2024
Eschborn-Frankfurt, Beloften
4e etappe Vredeskoers-GP Jeseniky U23
Jongerenklassement ZLM Tour
 Nederlands kampioen tijdrijden, beloften
 Europees kampioenschap tijrijden, beloften

## Ploegen
- 2023 –  Scorpions Racing Team
- 2024 –  Metec-Solarwatt p/b Mantel
- 2025 –  Unibet Tietema Rockets

Bloem · Bomboi · Budding · Carboni · Christophersen · de Vries · Eiking · Geleijn · Huens · Huyet · Inkelaar · Johannink · Kopecký · Kubiš · Kyffin · Loockx · Maire · Meris · Mouris · Nielsen · Paige · Stockman · Stokbro · Ťoupalík · Verschuren